# LGBT práva v Guineji

Duhová mapa Guiney

Lesby, gayové, bisexuálové a transgender osoby (LGBT+) se mohu setkávat v Guineji s právními komplikacemi, které jsou pro běžné heterosexuální páry neznámé. Stejnopohlavní aktivita mezi jedinci stejného pohlaví jsou oficiálně trestné, a to pod hrozbou trestu odnětí svobody pro obě pohlaví.

## Stejnopohlavní soužití
V Guineji je podle místního trestního zákoníku jsou jakékoli stejnopohlavní aktivity trestné a brány jako zločiny proti přírodě. Jsou ilegální pod trestem odnětí svobody od 6 měsíců až 10 let (odst. 325-327) nebo pokutou až 1 mil. guinejských franků.
Guinea neuznává žádnou právní formu stejnopohlavního soužití vč. stejnopohlavních manželství. 

## Životní podmínky
Zpráva výboru americké vlády pro lidská práva z r. 2011 uvádí, že v Guineji je homosexualita společenským tabu díky náboženství, tradici a kultuře. Také uvádí, že samotný premiér Mohamed Béavogui považuje neheterosexuální orientace za nepřirozené a nepovažuje jej proto ani za základní lidské právo.

## Souhrnný přehled
| Legální stejnopohlavní styk                                          | (trest: pokuta nebo vězení až 10 let) |
| Stejný věk legální způsobilosti k pohlavnímu styku pro obě orientace | No                                    |
| Antidiskriminační zákony v zaměstnání                                | No                                    |
| Antidiskriminační zákony v přístupu ke zboží a službám               | No                                    |
| Antidiskriminační zákony v přístupu ke zboží a službám               | No                                    |
| Stejnopohlavní manželství                                            | No                                    |
| Stejnopohlavní soužití                                               | No                                    |
| Adopce dítěte partnera                                               | No                                    |
| Společná adopce dětí stejnopohlavními páry                           | No                                    |
| Gayové a lesby smějí otevřeně sloužit v armádě                       | No                                    |
| Možnost změny pohlaví                                                | No                                    |
| Přístup k umělému oplodnění pro lesbické ženy                        | No                                    |
| Náhradní mateřství pro gay páry                                      | No                                    |
| MSM smějí darovat krev                                               | No                                    |